# 米納雷特峰
米納雷特峰（英語：Minaret Peak），是南極洲的山峰，位於埃爾斯沃思地，屬於埃爾斯沃思山脈中雲石山脈的一部分，由明尼蘇達大學登山學會命名，現時由南極條約體系管理。